# Austrolimnophila jobiensis
Austrolimnophila jobiensis là một loài ruồi trong họ Limoniidae. Chúng phân bố ở miền Australasia.